# معالجة بالتخليج الكهربائي
المعالجة بالتخليج الكهربائي  هي طريقة علاج يستعملها أحياناً أطباء علم النفس.

## القطب الكهربائي
1. يوضع القطبان الكهربائيان بطريقة تضغط على الدماغ وتمكن من مرور الكهرباء . لا بد من أخذ الاحتياطات اللازمة لضمان مرور التيار بطريقة جيدة *إذا تم التخدير بطريقة فردية، يجب على الجهاز، أن :
2. يقيس مقاومة الشحنة ويمنع الجهاز من العمل iذا لم يتمكن الحد الأدنى من التيار الكهربائي من المرور
3. يوضح مدة تعرضه للتيار الكهربائي وذلك بطريقة مرئية أو مسموعة
4. يكون موصولاً بجهاز يمكن الموظف العامل من معرفة الضغط والجهد الكهربائي

## الأحواض المائية
1. لاستعمال هذه الطريقة لابد من تعديل كمية الماء داخل الحوض حتى يغمر جيداً رأس الطائر. يجب أن تحدد شدة التيار الكهربائي ومدة تعرض الطائر له وأن تكون كفيلة بإبقائه فاقداً للوعي حتى تتم عملية الذبح
2. حين يتم استعمال الحوض المائي لتخدير الدواجن لا بد من الإبقاء على جهد كهربائي كفيل بتخدير كل الطيور الموجودة
3. لا بد من أخذ الاحتياطات اللازمة لضمان مرور جيد للتيار الكهربائي
4. لا بد للأحواض المستعملة للطيور أن تتماشى وحجم هذه الأخيرة وطول القطب الكهربائي إذ لابد من أن تكون بالعمق المناسب وأن لا تفيض عند إدخال الطائر داخلها
5. ضرورة تواجد مساعدة يدوية[2]

## شهادةالحلال
يسمح بالتخدير بالصعق الكهربائي من قبل عدة منظمات مانحة لشهادات الحلال مثل SFCVH, ARGML, ACMIF, AFCAI, MCI و-JAKIM